# Пономаренко Анатолій Якович
Пономаренко Анатолій Якович (12 січня 1945, Київ — 22 серпня 2020) — радянський оперний співак (баритон), режисер. З 1971 року — соліст Самарського академічного театру опери і балету. Народний артист РРФСР (1986). Закінчив Київську консерваторію (1970), учень І. М. Вілінської.

## Нагороди та досягнення
- Лауреат Міжнародного конкурсу ім. Глінки (1973)
- Лауреат Міжнародного конкурсу ім. Чайковського (1974)
- Лауреат конкурсу вокалістів у Ріо-де-Жанейро (1975)
- Лауреат обласної премії «Самарська театральна муза»
- Народний артист РРФСР (1986)

Гастролі в СРСР і в різних країнах світу (Франція, Італія, Німеччина, Болгарія, Польща, Бельгія, В'єтнам, Ангола, Сенегал, Конго, Бразилія).

## Акторські роботи
В операх П. І. Чайковського: Онєгін («Євгеній Онєгін»), Єлецький, Томський («Пікова дама»), Роберт («Іоланта»), Князь («Чародійка»), Князь Ігор («Князь Ігор» О. Бородіна), в операх М. Римського-Корсакова: Грязной («Царська наречена»), Мізгир («Снігуронька»), Егнатій («Сервілія»), Алеко («Алеко» С. Рахманінова), Граф Робінсон («Таємний шлюб» Ф . Чимарози), Гульєльмо («Так чинять усі» В. А. Моцарта), Фігаро («Севільський цирульник» Дж. Россіні), в операх Р. Доніцетті: Енріко («Дзвіночок»), Мама («Viva la Mamma!»), Дулькамара («Любовний напій»), Тоніо («Паяци» Р. Леонкавалло), в операх Дж. Верді: Граф ді Луна («Трубадур»), Ренато («Бал-маскарад»), Ріголетто (однойменна опера), Жорж Жермон («Травіата»), Амонасро («Аїда»), Яго («Отелло»), Макбет (однойменна опера), Ескамільйо («Кармен» Ж. Бізе), в операх Дж. Пуччіні: Скарпіа («Тоска»), Марсель («Богема»), Альфіо («Сільська честь» П. Масканьї), Краун («Поргі і Бесс» Дж. Гершвіна), Босуел (світова прем'єра «Марії Стюарт» С. Слонімського), Гамлет (світова прем'єра «Гамлета» С. Слонімського), Патріарх (світова прем'єра «Видіння Іоанна Грозного» С. Слонімського) та ін.
Володів великим камерним репертуаром, який складають твори російських, зарубіжних і сучасних композиторів, народні пісні, а також пісні воєнних років. Вів активну концертну діяльність.